# Lac Simon, Outaouais
Lac Simon är en sjö i Kanada.   Den ligger i regionen Outaouais och provinsen Québec, i den sydöstra delen av landet, 80 km nordost om huvudstaden Ottawa. Lac Simon ligger 193 meter över havet.
Runt Lac Simon är det mycket glesbefolkat, med 5 invånare per kvadratkilometer.